# Fanjeaux
Fanjeaux település Franciaországban, Aude megyében. Lakosainak száma 886 fő (2022. január 1.). Fanjeaux Brézilhac, La Cassaigne, Fenouillet-du-Razès, La Force, Lasserre-de-Prouille, Orsans, Villasavary, Villesiscle és Montréal községekkel határos.

## Népesség
A település népessége az elmúlt években az alábbi módon változott:
| Lakosok száma | 776  | 778  | 775  | 772  | 790  | 818  | 834  | 849  | 859  | 886  |
|               | 1968 | 1982 | 1990 | 2006 | 2013 | 2015 | 2017 | 2019 | 2020 | 2022 |